# Teresa Forcades i Vila
Teresa Forcades i Vila (Barcelona, 1966) és una metgessa, teòloga i monja benedictina catalana de l'Orde de Sant Benet, al Monestir de Sant Benet de Montserrat. Ha destacat per ser crítica en el camp de la teologia feminista i de la salut pública davant de la indústria farmacèutica, i alhora per ser durament criticada pel seu suport a la MMS (una substància no provada clínicament), que li va suposar un expedient sancionador del Col·legi de Metges de Barcelona. També és una de les fundadores del Procés Constituent a Catalunya, on hi participa amb uns principis explícitament independentistes i anticapitalistes.

## Biografia
Va néixer l'any 1966 al barri de Gràcia de Barcelona, al si d'una família més aïna anticlerical. Als quinze anys s'aproxima a l'Església Catòlica després de llegir els evangelis. Va estudiar medicina a la Universitat de Barcelona i després de traslladar-se als EUA va fer l'especialitat de Medicina Interna a la Universitat Estatal de Nova York (1995) i va obtenir el màster en teologia (Master Divinitas) a la Universitat Harvard el 1997.
De tornada a Catalunya, va ingressar el setembre del 1997 en el Monestir de Sant Benet de Montserrat. Com que havia estudiat teologia en una facultat protestant, i a més especialitzada en teologia feminista, no li van convalidar els estudis de Harvard. Llavors es va llicenciar en teologia fonamental a la Facultat de Teologia de Catalunya, en l'Institut de Teologia Fonamental de Sant Cugat (2005), completant el doctorat el 2009. En el camp de la medicina es va doctorar en Salut Pública a la Universitat de Barcelona (2004) amb una tesi sobre medicines alternatives i la possible implantació als estudis de medicina titulada "Estudi observacional de l'impacte de les medicines alternatives en els estudiants de medicina de Catalunya: s'han d'integrar les anomenades medicines alternatives als programes docents de les Facultats de Medicina".
Ha publicat també: Els crims de les grans companyies farmacèutiques (en català, castellà i anglès) i La teologia feminista en la història. Ha realitzat la seva investigació de postdoctorat a la Universitat Humboldt de Berlín a Alemanya a fi d'aprofundir el diàleg entre la noció teològica de persona i les nocions de subjectivació de certes antropologies contemporànies (com ara Lacan, Žižek, Boyarin) Arxivat 2019-01-28 a Wayback Machine..

## Procés Constituent

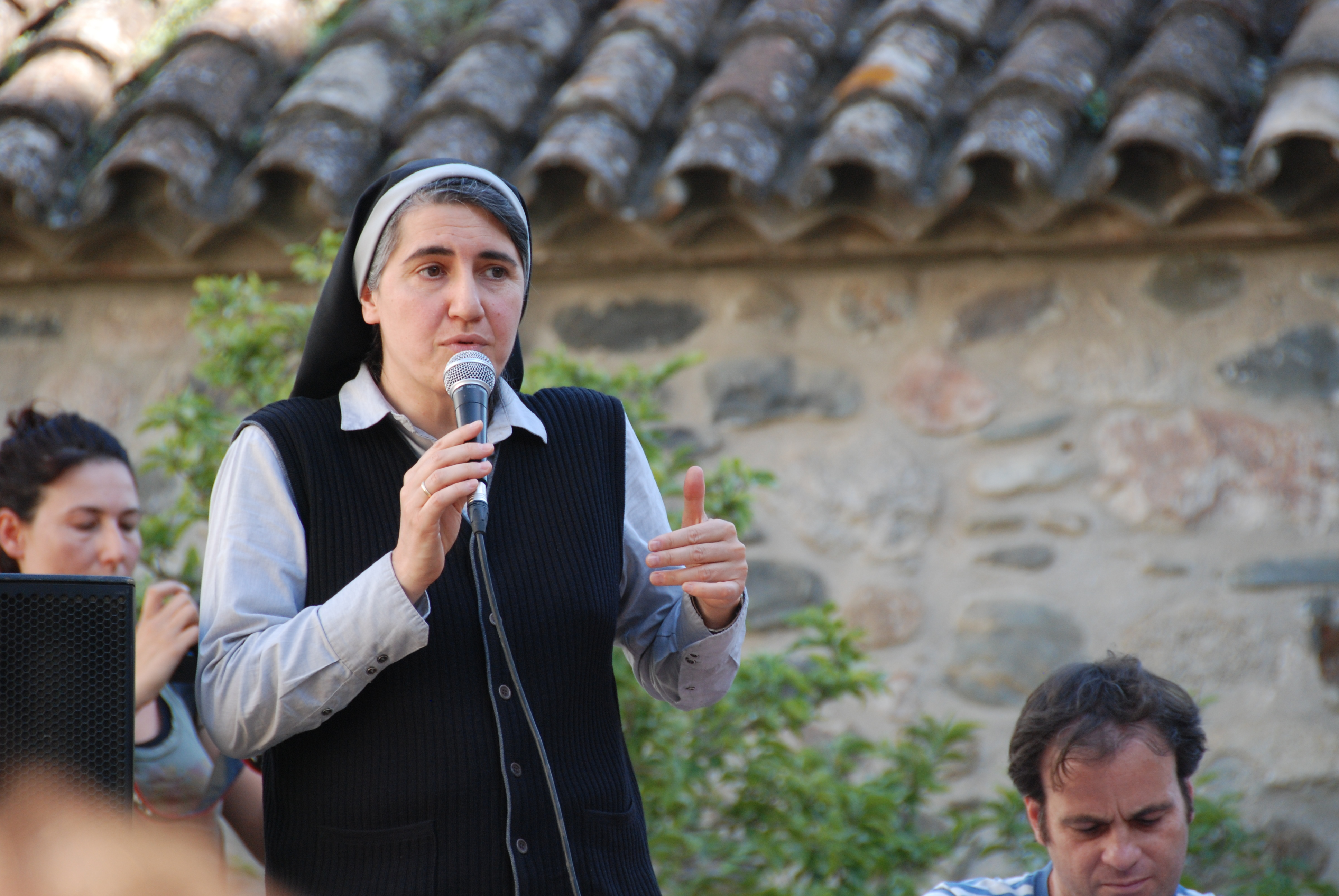
Forcades, a la presentació de Procés Constituent a Cardedeu

El dia 10 d'abril de 2013, junt amb l'activista Arcadi Oliveres van anunciar la creació del Procés Constituent a Catalunya, que defineixen com un "moviment creat per promoure una iniciativa per un canvi de model polític, econòmic i social". Així, publiquen el Manifest per a la convocatòria d'un procés constituent a Catalunya. El 2015 va publicar És a les nostres mans, on recull el seu pensament social, polític i econòmic.
De cara a les eleccions al Parlament de Catalunya de 2015, Procés Constituent debat presentar-se amb la candidatura de confluència d'esquerres Catalunya Sí que es Pot. El 15 de juny de 2015 Forcades va deixar el convent de les benedictines de Sant Benet de Montserrat amb permís del Vaticà i del bisbe de Sant Feliu de Llobregat, Agustí Cortés per concórrer a les eleccions al Parlament de Catalunya de 2015. L'exclaustració autoritzada pel Vaticà i pel bisbe significa que Forcades no deixarà de ser religiosa, com hagués passat amb una dispensa, sinó que mantindrà totes les prerrogatives i podrà tornar al convent quan finalitzi el termini d'un any prorrogable fins a tres.

## Teologia feminista
Va dedicar la tesina de llicenciatura a la Trinitat, obra que s'ha publicat en el llibre La Trinitat, avui i la tesi doctoral en teologia al concepte de “Ser persona avui: Estudi del concepte de «persona» en la teologia trinitària clàssica i de la seva relació amb la noció moderna de llibertat”, el 7 d'octubre de 2008.
A més, ha publicat La teologia feminista en la història. Forcades considera que la teologia feminista és una teologia crítica o de l'alliberament, que sorgeix quan es percep la contradicció entre el discurs teològic sobre les dones i l'experiència de Déu de cada dona. El tractament del paper de la dona, el celibat o l'avortament, des d'una perspectiva crítica feminista i religiosa, s'ha fet ressò en els mitjans de comunicació.
El juliol del 2013 va anunciar que havia decidit marxar un any a Berlín (Alemanya) per donar classes de teologia a la Universitat Humboldt de Berlín, on ja va fer una investigació acadèmica sobre la noció teològica de persona i nocions de subjectivació d'antropologies contemporànies.

## Salut pública

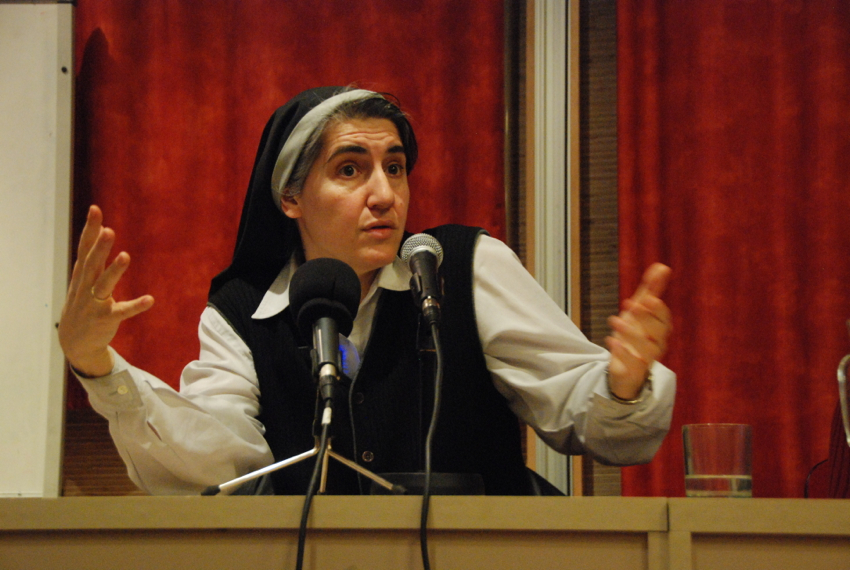
Teresa Forcades presentant la xerrada Capitalisme i ètica. Els crims de la indústria de la salut i la resistència popular (2013)

El 2006 va publicar el llibre Els crims de les grans companyies farmacèutiques, on denuncia els abusos de les grans companyies farmacèutiques que utilitzen el seu poder econòmic per imposar els seus interessos per sobre de l'interès per la salut pública. Segons Forcades, la investigació farmacèutica està en funció del benefici econòmic i no de la mortalitat de les malalties. A més, denuncia els abusos en la utilització dels malalts del tercer món.
Després de denunciar la falta de base científica en les recomanacions oficials sobre la vacuna del papil·loma, diu que va anar rebent peticions perquè opinés sobre la vacuna de la grip A. Com a resposta a aquestes consultes, va elaborar, el setembre del 2009, el document «Una reflexió i una proposta amb relació a la grip nova» per distribuir-lo entre amics i coneguts. A partir de l'impacte del document, va fer la mateixa exposició en el vídeo «Campanas por la Gripe A» editat per una periodista independent de Barcelona, amb una ràpida difusió per la xarxa.
Forcades defensa que la vacuna contra la grip A no sigui obligatòria i critica la gestió política i farmacèutica sobre aquest virus. Acusa el fet que la farmacèutica nord-americana Baxter, que el gener del 2009 havia distribuït vacunes contaminades, ara produeixi vacunes contra la grip A. D'altra banda, qualifica d'escandalosa la gestió de l'OMS declarant una pandèmia mundial quan la mortalitat de la grip A és inferior a la grip estacional corrent. La declaració de pandèmia té efectes polítics, ja que la vacunació podria ser obligatòria, i uns efectes econòmics, ja que algunes administracions han demanat vacunes per a tota la població. Paral·lelament, les empreses farmacèutiques estan demanant signar acords d'exempció de responsabilitats en el cas que les vacunes tinguin més efectes secundaris dels previstos.
Forcades ha defensat també l'ús de la solució mineral mestra (MMS), o clorit de sodi, una substància tòxica, com a tractament contra la malària i, arran de l'epidèmia de 2014, també contra el virus d'Ebola. La defensa d'aquesta solució tòxica com a cura davant la covid-19 va provocar finalment que l'abril de 2023 Col·legi de Metges de Barcelona (COMB) la sancionés a 18 mesos de suspensió de l'exercici professional, en forma de dues sancions de 9 mesos cadascuna: una per la difusió de les suposades propietats de la MMS, i l'altra per haver desobeït les peticions de no fer més pronunciaments. Els seus advocats van considerar que el procediment contra Forcades era un atemptat contra la llibertat d'expressió.

## Crítiques
Els seus arguments han estat criticats, tractant-la de desinformada i de dir mitges veritats, o de directament imaginar-se confabulacions a tal escala que és impossible es duguin a terme, destacant també que per difondre les seves idees acut als mateixos cercles conspiranoics dels chemtrails, els exopolítics i negacionistes del VIH. Pedro Luis Alonso, investigador de la vacuna contra la malària ha definit el seu discurs com d'una "irresponsabilitat pasmosa", indicant que eren "desqualificacions acientífiques i gratuïtes envoltades en un hàbit de credibilitat tècnica". Val a dir, però, que en el mateix diari on Forcades va ser criticada de desinformada, poc després i com a resposta a les protestes dels lectors, la defensora del lector criticà el tractament que els autors de la crítica donaren al tema quant a forma i contengut, posant en dubte l'objectivitat de l'atac contra Teresa Forcades.